# Parantica toxopei
Parantica toxopei är en fjärilsart som beskrevs av Engbert Jan Nieuwenhuis 1969. Parantica toxopei ingår i släktet Parantica och familjen praktfjärilar. IUCN kategoriserar arten globalt som sårbar. Inga underarter finns listade i Catalogue of Life.